# Международен конкурс „Северно сияние“
Международният конкурс „Северно сияние“ се провежда всяка година през есента в Русе, България.
Той е създаден през 1966 г. от Вили Икономов. До 1988 г. той се провежда под името „Млади таланти“. До 2000 г. е национален конкурс, а след това вече има и международно участие. В него се включват изпълнители от България, Румъния, Русия, Черна гора и Косово.

## История
- Конкурсът е създаден през 1966 г. от Вили Икономов с името „Млади таланти“.
- През 1988 г. е преименуван на „Северно сияние“.
- През 2000 г. конкурсът има първото си международно участие.
- През 2010 г. конкурсът става член на Международната асоциация на фестивалите и артистите.

## Правила
В конкурса могат да участват деца и възрастни на възраст от 5 до 25 години. Участниците се разделят по възрастови групи и се оценяват от жури, съставено от български и чуждестранни вокални педагози, композитори и изпълнители.